# Joods Raadhuis
Het Joods Raadhuis (Tsjechisch: Židovská radnice en Maiselova radnice - Duits: Jüdisches Rathaus) is een gebouw in het centrum van de joodse wijk Josefov in de Tsjechische hoofdstad Praag. Het oorspronkelijke deel van het gebouw stamt uit de 16e eeuw en is een van de weinige overgebleven gebouwen van Praag uit die tijd.

## Beschrijving
Het raadhuis staat naast de Hoge Synagoge en tegenover de Oudnieuwe Synagoge. Het gebouw was oorspronkelijk gebouwd in de renaissancestijl, maar tijdens een grote verbouwing en restauratie (na de grote stadsbrand van 1754) in de 18e eeuw werd de rococostijl toegepast. Zowel de Hoge Synagoge als het Joods Raadhuis zijn nationale monumenten.

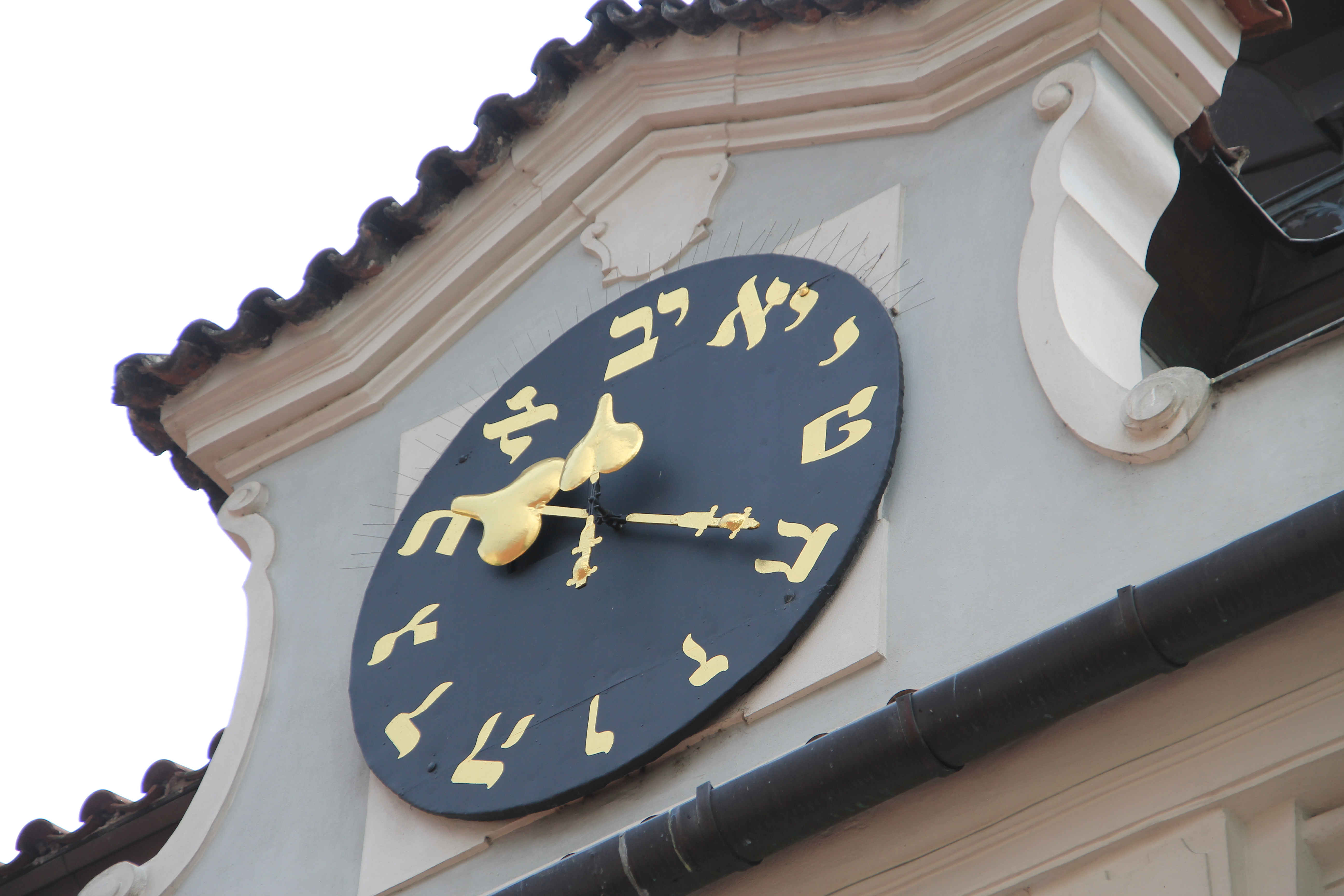
Hebreeuwse klok boven de ingang

### Klok
Boven de ingang van het raadhuis, maar onder de klokkentoren, hangt een klok met Hebreeuwse cijfers. Opmerkelijk is dat de wijzers in tegengestelde richting draaien. De klok wordt aangedreven door een mechanisme uit 1764.

### Huidig gebruik
In het gebouw is heden ten dage het bestuur van de joodse gemeente in Praag gevestigd. Ook de Federatie van joodse gemeenten in Tsjechië houdt haar vergaderingen in het Joods Raadhuis. Verder is het de zetel van zowel de opperrabbijn van Praag als de Duitse rabbijn.
In de ruimte op de begane grond van het jongste gedeelte was bijna een eeuw lang een koosjer restaurant gevestigd. Tot 1918 in de grote vergaderzaal op de eerste verdieping vergaderd. Het hele complex doet nog steeds dienst als cultureel centrum voor gezamenlijke joodse feestdagen, joodse bruiloften, bar mitswa's en andere sociale evenementen van de Praagse Joodse gemeenschap.

## Geschiedenis

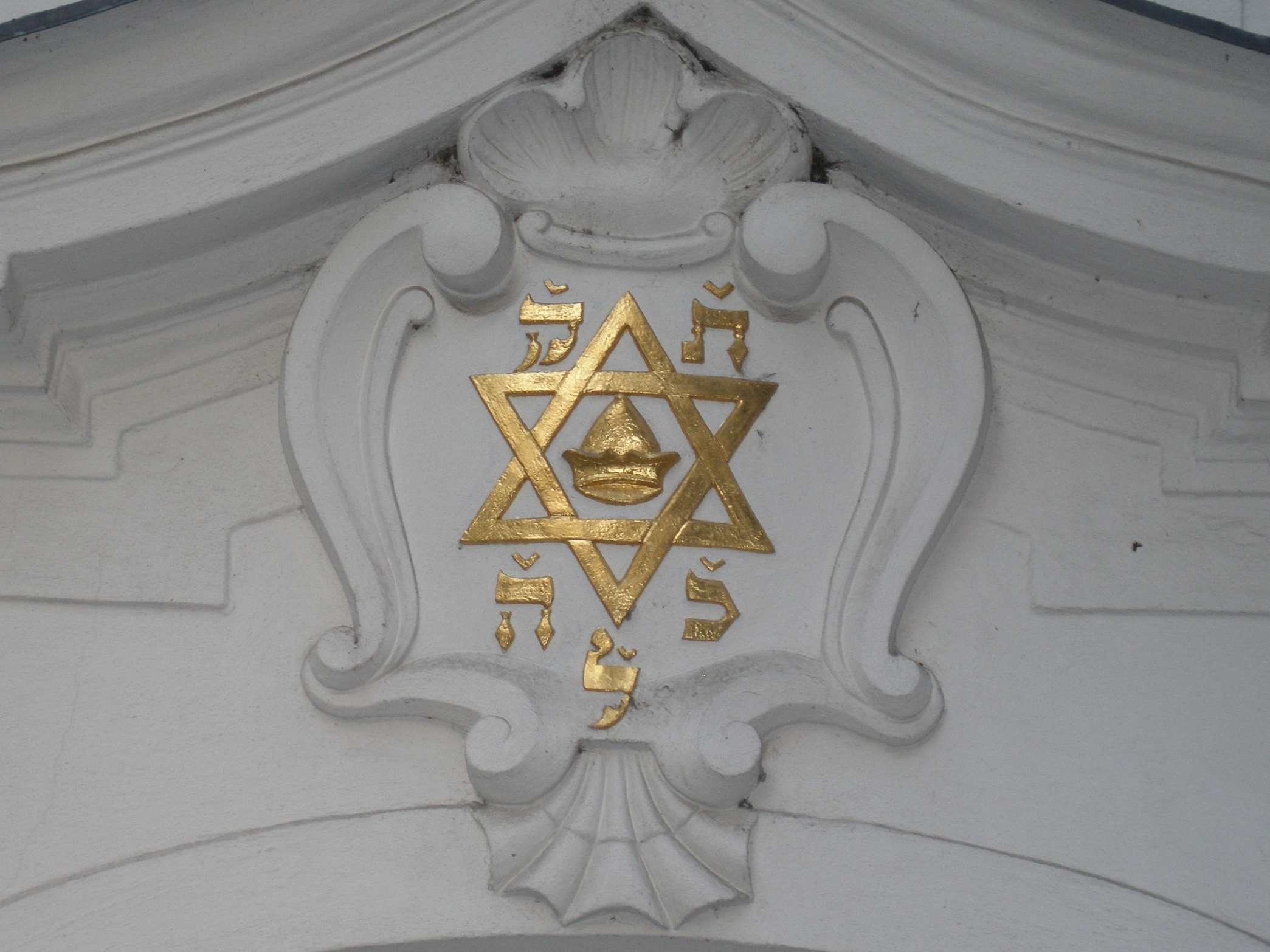
Wapen van Josefov op een van de zijmuren

Het oorspronkelijke deel van het gebouw — het oudste hoekdeel — dateert uit 1577 en werd gefinancierd door de bekende Joodse bankier Mordechai Meisel (Mordechaj Maisel). Ook financierde hij de aangrenzende Hoge Synagoge, die nauw verbonden is met het raadhuis. Om die reden staat het raadhuis ook bekend als Maiselova radnice (Raadhuis van Maisel).
Het gebouwd werd echter al in iets oudere bronnen (eerste helft van de 16e eeuw) vermeld als Jüdisches Rathaus, maar was in eerste instantie waarschijnlijk op een andere, vooralsnog onbekende locatie gevestigd. Op de plaats van het huidige gebouw stond een torenachtig bouwwerk met vijfdelig ribgewelf, dat waarschijnlijk werd gebouwd in verband met de bouw van de Oudnieuwe Synagoge. Er zijn restanten van dat gebouw bewaard gebleven in de kelder van het huidige raadhuis.
Tijdens de grote sanering van Praag aan het einde van de 19e eeuw en begin van de 20e eeuw werden het stadhuis en de Hoge Synagoge niet gesloopt en werd een vrijgekomen buurperceel in de Verlengde Maiselstraat (voorheen Rabínskástraat) aangekocht. Het derde en jongste deel van het raadhuis werd in 1908 aangebouwd en is een ontwerp van Matěj Blecha.